# Новорозовка (Запорожская область)
Новорозовка (укр. Новорозівка) — село,
Новотроицкий сельский совет, Ореховский район, Запорожская область, Украина.
Код КОАТУУ — 2323986205. Население по переписи 2001 года составляло 256 человек.

## Географическое положение
Село Новорозовка находится в 2-х км от села Новотроицкое и в 3-х км от села Вольнянка.
По селу протекает пересыхающий ручей с запрудами.